# Great Teacher Onizuka: Shonan 14 Days
Great Teacher Onizuka: Shonan 14 Days (グレート・ティーチャー・オニヅカ 湘南14天) est un shōnen manga écrit et dessiné par Tōru Fujisawa. GTO: Shonan 14 Days a été prépublié dans l'hebdomadaire Weekly Shōnen Magazine de l'éditeur Kōdansha entre juin 2009 et septembre 2011, et a été compilé en un total de neuf tomes au 17 novembre 2011.
Tout comme Bad Company, Young GTO et GTO, ce manga retrace la vie de Eikichi Onizuka, jeune délinquant devenu par la suite professeur. GTO: Shonan 14 Days n'est pas vraiment une suite de GTO, mais raconte ce qui s'est passé au milieu de la série pendant qu'il était à l'hôpital.
La version française est publiée par Pika Édition depuis septembre 2011, et les neuf tomes sont disponibles depuis janvier 2013. Il est également publié en Amérique du Nord par Vertical et par Dynit en Italie.

## Synopsis
GTO: Shonan 14 Days raconte l'histoire d'Onizuka depuis l'incident avec le professeur Teshigawara. Il passe à la télévision où il raconte qu'il a failli enterrer vivante une élève, Urumi Kanzaki. Tous ceux ayant vu l'émission sont choqués, il faut donc qu'Onizuka se cache à Shōnan, dans la préfecture de Kanagawa.
Arrivé sur place, il fait la rencontre de Ayame Shiratori, professeur dans le centre d'accueil pour jeunes le White Swan qui lui demande de l'aide pour s'occuper des enfants.

## Personnages
Eikichi Onizuka
Ancien chef de gang Bōsōzoku (bande de motards), il est considéré comme l'une des terreurs de Shōnan (une région du Japon dans la préfecture de Kanagawa). Il se caractérise par sa chevelure courte et blonde ainsi que par un comportement vantard et pervers en apparence. Son métier est professeur de collège et son enseignement est en quelque sorte atypique. Cherchant à cacher à la suite de la révélation de sa pire bêtise en tant que professeur lors d'une émission télévisée qui n'est autre que le fait d'enterrer vivante une de ses élèves, Urumi Kanzaki, il choisit de retourner à Shōnan pendant deux semaines.
Ayame Shiratori
Amie de Asuza Fuyutsuki depuis le lycée, elle travaille dans un centre d’accueil pour enfants en difficulté nommé Le White Swan. Elle fait la rencontre d'Onizuka, alors que celui-ci se fait injustement arrêter par la police à cause de Miki, qui venait de voler des livres dans une librairie. Elle est douce et belle, ce qui fait fantasmer Onizuka.
Shinomi Fujisaki
Vieille connaissance d'Eikichi et de Ryuji de l'époque du collège. Elle est du genre dédaigneuse et bagarreuse mais surtout folle amoureuse d'Eikichi. Maquilleuse, il lui arrive de faire des pauses dans son travail pour aider Ayame à s'occuper des enfants au centre d'accueil Le White Swan. Ayant perdu de vue Onizuka depuis plusieurs années, ses retrouvailles avec lui fut un choc à tel point qu'elle le malmène fréquemment car celui-ci ne semble pas comprendre ce qu'elle ressent.
Miki Katsuragi
Elle est la fille du préfet de la police de Shōnan et elle vit au sein du White Swan à la suite de la mort de sa mère, un an avant sa rencontre avec Onizuka. En faisant usage de son téléphone mobile confié par son père, Miki passe son temps à profiter des services de la police pour se faire remarquer par son père, qui la délaisse à cause de son travail. Il lui arrive de faire arrêter des personnes, qu'elles soient coupables ou non et Onizuka fut une de ses victimes. Miki a une haine à l'encontre des adultes mais Onizuka parviendra à renouer les liens qui unissent Miki à son père et en même temps à faire taire sa haine. Ainsi, ayant retrouvé le bonheur, elle pourrait revenir vivre chez son père…
Miko et Riko Sasaki
Les deux jumelles leaders du groupe Oedipus Club sont nées en n’étant non désirées par leur mère qui n'était que la maitresse de leur père qu'elles ont poignardé à la jambe alors qu'il venait leur rendre visite. Leur mère se suicide à la suite de plusieurs tentatives d'abandon, c'est un policier qui ramène les jumelles et découvre le corps de la mère. Miko a brulé la maison de leurs cousins, d’où son surnom de Little Monster. Riko, la plus vieille de quelques secondes, doit s'occuper de sa sœur pendant que leur mère travaille mais couvre aussi sa sœur lorsque cette dernière fait des crasses aux gens.
Seiya Dōjima
Kawahara Ryōichi
Ikuko Ōgaki
Keiichi Satomi
Il vit temporairement au White Swan, où il est venu volontairement avec sa sœur Mio, le temps que leur père se remette d'un accident de chantier. Il est passionné de baseball.
Sakurako Sugawara
Sakurako est une jeune fille qui a été violée par son père qui se montre extrêmement violent avec son ancienne compagne, la mère de Sakurako. L'entente entre mère et fille est harmonieuse, le seul problème étant le père qui les poursuit malgré leur discrétion et leur changement de demeure méthodique pour échapper à ce monstre.
Hiroshi Uchiyamada
Urumi Kanzaki
Yoshito Kikuchi

## Manga

### Fiche technique
- Édition japonaise : Kōdansha
  - Nombre de volumes sortis : 9 (terminé)
  - Date de première publication : octobre 2009
  - Prépublication : Weekly Shōnen Magazine, 10 juin 2009
- Édition française : Pika Édition
  - Nombre de volumes sortis : 9 (terminé)
  - Date de première publication : septembre 2011
  - Format : 120 mm × 180 mm
  - Environ 192 pages par volume

### Liste des volumes
| no | Japonais          | Japonais          | Français         | Français          |
| no | Date de sortie    | ISBN              | Date de sortie   | ISBN              |
| --- | ----------------- | ----------------- | ---------------- | ----------------- |
| 1 | 16 octobre 2009   | 978-4-06-384201-2 | 7 septembre 2011 | 978-2-8116-0530-8 |
| Liste des chapitres : - Leçon 1 : Summer Tour (ＳＵＭＭＥＲ ＴＯＵＲ) - Leçon 2 : Lady extrême (過激な淑女, Kagekina shukujo) - Leçon 3 : Intense et éphémère (強く儚い者たち, Tsuyoku hakanaimonotachi) - Leçon 4 : Ce que je peux faire pour toi (君の為に出来る事, Kimi no tame ni dekiru koto) - Leçon 5 : He is the devil (奴はデビル, Yatsu wa debiru) |                   |                   |                  |                   |
| 2 | 17 décembre 2009  | 978-4-06-384229-6 | 3 novembre 2011  | 978-2-8116-0563-6 |
| Liste des chapitres : - Leçon 6 : Traverse les ténèbres à toute vitesse (暗闇をぶっとばせ！, Kurayami o buttobase!) - Leçon 7 : Le seul endroit où tu peux être seul (あいつが独りになれる場所, Atsu ga hitori ni nareru basho) - Leçon 8 : La nuit où j'ai eu envie de ne plus être (突然、消えたくなった夜, Totsuzen, kietaku natta yoru) - Leçon 9 : Les bêtes de la nuit (真夜中の獣達, Mayonaka no kemono-tachi) - Leçon 10 : La voiture noire, les fourmis et lui (黒い車と蟻とあいつ, Kuroi kuruma to ari to aitsu) - Leçon 11 : Ce qui compte le plus (一番大切なもの, Ichiban taisetsuna mono) - Leçon 12 : My Friends (ＭＹ ＦＲＩＥＮＤＳ) - Leçon 13 : La parade des hommes de bonne volonté (聖者の行進, Seija no kōshin) - Leçon 14 : Midnight Fighting Man (ＭＩＤＮＩＧＨＴ ＦＩＧＨＴＩＮＧ ＭＡＮ) - Bonus : GTU Hiroshi Uchiyamada à la poursuite d'Onizuka |                   |                   |                  |                   |
| 3 | 17 mars 2010      | 978-4-06-384271-5 | 4 janvier 2012   | 978-2-8116-0603-9 |
| Liste des chapitres : - Leçon 15 : Sweet Home (ＳＷＥＥＴ ＨＯＭＥ) - Bonus : GTU Hiroshi Uchiyamada 2 - Leçon 16 : Du vin, des hommes, des femmes et des larmes (酒と男と女と涙, Sake to otome to namida) - Leçon 17 : Hello, my friend (ＨＥＬＬＯ，ＭＹ ＦＲＩＥＮＤ) - Leçon 18 : Regret de jeunesse (青春のリグレット, Seishun no riguretto) - Bonus : GTU Hiroshi Uchiyamada 3 - Leçon 19 : Sexy Cat (愛しのセクシーキャット, Itoshino sekushī kyatto) - Leçon 20 : Romance d'un aviateur solitaire (ひとり咲き浪漫飛行, Hitori saki roman hikō) - Leçon 21 : This one is dangerous (危険なあいつ, Kiken'na aitsu) - Leçon 22 : Folie blanche au cœur des souvenirs (思い出の中の白い狂気, Omoide no naka no shiroi kyōki) - Leçon 23 : Pour que je sois ce que je suis (僕が僕であるために, Boku ga bokudearu tame ni) - Bonus : The strongest legend                   |                   |                   |                  |                   |
| 4 | 16 juillet 2010   | 978-4-06-384336-1 | 1 mars 2012      | 978-2-8116-0639-8 |
| Liste des chapitres : - Leçon 24 : Yokohama Foggy Night (ＹＯＫＯＨＡＭＡ ＦＯＧＧＹ ＮＩＧＨＴ) - Leçon 25 : Serment sous la lune (月夜の誓い, Tsukiyo no chikai) - Leçon 26 : Dark Tatoo Memory (ＤＡＲＫ ＴＡＴＴＯＯ ＭＥＭＯＲＹ) - Leçon 27 : Black Twin Sister (ＢＬＡＣＫ ＴＷＩＮ ＳＩＳＴＥＲ) - Leçon 28 : Des anges pleins de cicatrices (傷だらけの天使達, Kizudarake no tenshitachi) - Leçon 29 : Good bye and good luck (ＧＯＯＤＢＹＥ ＡＮＤ ＧＯＯＤ ＬＵＣＫ) - Leçon 30 : Help ! Help ! (ＨＥＬＰ！ ＨＥＬＰ！ ＨＥＬＰ！) - Leçon 31 : Gâchette vers le rêve éternel (永遠の夢に向かって銃爪を, Eien no yume ni mukatte jū tsume o) - Bonus : G.T.U Hiroshi Uchiyamada 4 |                   |                   |                  |                   |
| 5 | 15 octobre 2010   | 978-4-06-384385-9 | 2 mai 2012       | 978-2-8116-0680-0 |
| Liste des chapitres : - Leçon 32 : 1/2 Perdu (失くした１／２, Shitsu kushita 1/2) - Leçon 33 : L'envers de l'au revoir (さよならの向こう側, Sayonara no mukōgawa) - Leçon 34 : Le repos du guerrier (戦士の休息, Senshi no kyūsoku) - Bonus : G.T.U Hiroshi Uchiyamada 5 - Bonus : G.T.U Hiroshi Uchiyamada 6 - Bonus : G.T.U Hiroshi Uchiyamada 7 - Bonus : G.T.U Hiroshi Uchiyamada 8 - Leçon 35-1 : Œdipus Club 1 (オイディプス倶楽部①, Oidipusu kurabu ①) - Leçon 35-2 : Œdipus Club 2 (オイディプス倶楽部②, Oidipusu kurabu ②) - Leçon 36 : Lady Interceptor (ＬＡＤＹ ＩＮＴＥＲＣＥＰＴＯＲ) |                   |                   |                  |                   |
| 6 | 17 février 2011   | 978-4-06-384450-4 | 4 juillet 2012   | 978-2-8116-0730-2 |
| Liste des chapitres : - Leçon 37 : Battle without honor or humanity (Ｂａｔｔｌｅ Ｗｉｔｈｏｕｔ Ｈｏｎｏｒ ｏｒ Ｈｕｍａｎｉｔｙ) - Leçon 38 : To mother (ｔｏ Ｍｏｔｈｅｒ) - Leçon 39 : Burn (ＢＵＲＮ) - Leçon 40 : Young love (Ｙｏｕｎｇ Ｌｏｖｅ) - Leçon 41 : Just a robber (Ｊｕｓｔ Ａ Ｒｏｂｂｅｒ) - Leçon 42 : Hold my hand (Ｈｏｌｄ Ｍｙ Ｈａｎｄ) - Leçon 43 : Summer of love (Ｓｕｍｍｅｒ ｏｆ Ｌｏｖｅ) - Leçon 44 : There's no home for you here (Ｔｈｅｒｅ’ｓ Ｎｏ Ｈｏｍｅ ｆｏｒ Ｙｏｕ Ｈｅｒｅ) - Leçon 45 : Betrayal (Ｂｅｔｒａｙａｌ) - Leçon 46 : Game of death (Ｇａｍｅ ｏｆ Ｄｅａｔｈ) |                   |                   |                  |                   |
| 7 | 16 septembre 2011 | 978-4-06-384553-2 | 5 septembre 2012 | 978-2-8116-0948-1 |
| Liste des chapitres : - Leçon 47 : Bad dreamer (Ｂａｄ Ｄｒｅａｍｅｒ) - Leçon 48 : Escape (Ｅｓｃａｐｅ) - Leçon 49 : Nobody loves me (Ｎｏｂｏｄｙ Ｌｏｖｅｓ Ｍｅ) - Leçon 50 : Sister (Ｓｉｓｔｅｒ) - Leçon 51 : Not alone (Ｎｏｔ Ａｌｏｎｅ) - Leçon 52 : Check out love (Ｃｈｅｃｋ Ｏｕｔ Ｌｏｖｅ) - Leçon 53 : Sentiment d'aimer (恋する気持ち, Koisuru kimochi) - Leçon 54 : Birdmen (バードメン, Bādomen) - Leçon 55 : Sky-High (スカイ・ハイ, Sukai hai) - Leçon 56 : Footstep in the dark (フットステップ・イン・ザ・ダーク, Futtosuteppu in za dāku) |                   |                   |                  |                   |
| 8 | 17 octobre 2011   | 978-4-06-384570-9 | 31 octobre 2012  | 978-2-8116-0970-2 |
| Liste des chapitres : - Leçon 57 : Bitter memories (ビター・メモリーズ, Bitā memorīzu) - Leçon 58 : Angry fist (アングリー・フィスト, Angurī fisuto) - Leçon 59 : Bad romance (バッド・ロマンス, Baddo romansu) - Leçon 60 : Cet avenir que tu tiens entre tes mains (この手につかんだ未来地図, Kono-te ni tsukanda mirai chizu) - Leçon 61 : Celui dont on parle (うわさの男, Uwasa no otoko) - Leçon 62 : Allez les vieux ! (懲りないオヤジの応援歌, Korinai oyaji no ōenka) - Leçon 63 : Cicatrice (傷跡, Kizuato) - Leçon 64 : Jout décisif (決断の日, Ketsudan no hi) - Leçon 65 : Devenir Superman (スーパーマンになりたい, Sūpāman ni naritai) |                   |                   |                  |                   |
| 9 | 17 novembre 2011  | 978-4-06-384584-6 | 2 janvier 2013   | 978-2-8116-1071-5 |
| Liste des chapitres : - Leçon 66 : Déclaration de guerre (宣戦布告, Sensen fukoku) - Leçon 67 : Chase ! Chase ! (チェイス！ チェイス！ チェイス！, Cheisu ! Cheisu !) - Leçon 68 : Drive to hell (地獄へドライブ, Jigoku e doraibu) - Leçon 69 : Get on the bus (ゲット・オン・ザ・バス, Getto on za basu) - Leçon finale : L'été s'achève (夏の終わり, Natsu no owari) Bonus : Les troix chapitres de Black Diamond (ＢＬＡＣＫ ＤＩＡＭＯＮＤ, Burakku daiamondo) - Shonan Girls (湘南ガールズ, Shōnan gāruza) - Highschool Confidential (ハイスクール・コンフィデンシャル, Haisukūru konfidensharu) - Sweet Bitter Beauty (スイート・ビター・ビューティー, Suīto bitā byūtī) |                   |                   |                  |                   |

### Édition japonaise
Kōdansha
1. 1 2  (ja) « Tome 1 ».
2. 1 2  (ja) « Tome 2 ».
3. 1 2  (ja) « Tome 3 ».
4. 1 2  (ja) « Tome 4 ».
5. 1 2  (ja) « Tome 5 ».
6. 1 2  (ja) « Tome 6 ».
7. 1 2  (ja) « Tome 7 ».
8. 1 2  (ja) « Tome 8 ».
9. 1 2  (ja) « Tome 9 ».

### Édition française
Pika
1. 1 2  (fr) « Tome 1 ».
2. 1 2  (fr) « Tome 2 ».
3. 1 2  (fr) « Tome 3 ».
4. 1 2  (fr) « Tome 4 ».
5. 1 2  (fr) « Tome 5 ».
6. 1 2  (fr) « Tome 6 ».
7. 1 2  (fr) « Tome 7 ».
8. 1 2  (fr) « Tome 8 ».
9. 1 2  (fr) « Tome 9 ».